# Acraea abrupta
Acraea abrupta är en fjärilsart som beskrevs av Karl Grünberg 1910. Acraea abrupta ingår i släktet Acraea och familjen praktfjärilar. Inga underarter finns listade i Catalogue of Life.